# Fort William (Oregon)
Fort William war ein Pelzhandelsposten, der 1834 von dem US-Amerikaner Nathaniel Jarvis Wyeth, einem Geschäftsmann aus Boston, gegründet wurde. Der Posten befand sich auf der Wappatoo-Insel (heute Sauvie Island) am Zusammenfluss von Willamette und Columbia River in der Nähe der späteren Stadt Portland, Oregon. 1837 verkaufte Wyeth den Posten an die britische Hudson’s Bay Company, die von ihrer nahegelegenen Niederlassung Fort Vancouver auf der Nordseite des Columbia River aus die Region kontrollierte.

## Geschichte
Das Fort wurde von Wyeth errichtet, um Pelzhandel im Oregon Country zu betreiben. Zuvor hatte er auch Fort Hall im Südosten Idahos gegründet, um am Handel in den Rocky Mountains teilzunehmen. Wyeth plante, in Fort William eine Fischindustrie aufzubauen und Lachs in den Osten und nach Hawaii zu exportieren. Der gewählte Standort auf der Wappatoo-Insel war 29 Jahre zuvor von der Lewis-und-Clark-Expedition besucht worden. Die damals dort ansässigen Angehörigen der First Nations waren alle Infektionskrankheiten zum Opfer gefallen, die von den Weißen Pionieren und Siedlern eingeschleppt wurden, daher war die Insel unbewohnt.
1836 gab Wyeth nach anhaltendem Misserfolg den Posten auf und verkaufte ihn im folgenden Jahr der Hudson’s Bay Company, die Fort William abreißen ließ.